# Spoilereffect

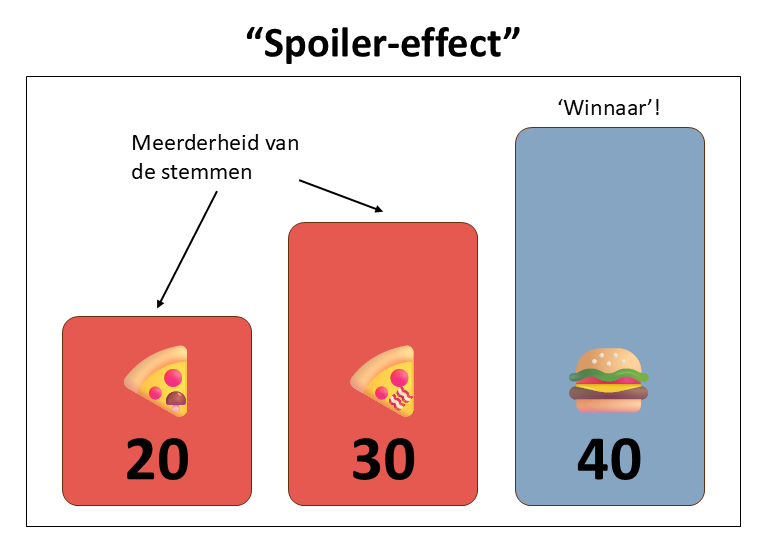
Ideologisch verwante partijen verliezen van hun tegenstander wanneer hun stemmen worden gesplitst.

Het spoilereffect is een verschijnsel in de politiek waarbij stemmen verdeeld raken over meerdere kandidaten of partijen, waardoor een ideologische tegenstander wint.
Het effect treedt op wanneer een minder kansrijke kandidaat of kleinere partij stemmen wint ten koste van een kandidaat of partij met vergelijkbare standpunten. Hierdoor kan een gezamenlijke winst niet worden benut. Als een belangrijke kandidaat of partij de verkiezingen heeft verloren vanwege een minder belangrijke kandidaat of partij, wordt deze een 'spoiler' genoemd.
Binnen kiesstelsels met evenredige vertegenwoordiging kan het spoilereffect opgelost worden wanneer partijen zich uitspreken over welke leider ze steunen zoals in Denemarken gebeurt.

## Overzicht

### Spoilereffect binnen kiesdistricten
In enkelvoudige kiesdistricten met een meerderheidsstelsel kan het spoilereffect optreden wanneer meerdere kandidaten met vergelijkbare standpunten de stemmen verdelen. Hierdoor kan een ideologisch tegengestelde kandidaat met een minderheid van de stemmen winnen. Een bekende oplossing hiervoor is gerangschikt stemmen, waarbij kiezers meerdere voorkeuren aan kunnen geven, zodat het aantal verspilde stemmen geminimaliseerd wordt.

### Spoilereffect bij coalitievorming
In stelsels met evenredige vertegenwoordiging en meervoudige kiesdistricten kan het spoilereffect optreden wanneer een partij de zetelverdeling zodanig beïnvloedt dat ideologisch verwante partijen te weinig zetels behalen voor een meerderheid. Dit kan leiden tot een coalitie waarin ideologisch tegengestelde partijen meer invloed krijgen. Een veelgebruikte oplossing is het vormen van electorale allianties, zoals lijstencombinaties of stembusakkoorden of zelfs blokpolitiek, om versplintering te voorkomen.

## Motivatie
In de beslissingstheorie is 'de onafhankelijkheid van irrelevante alternatieven' een fundamenteel principe van rationele keuze, dat zegt dat een beslissing tussen twee uitkomsten, A of B, niet afhankelijk mag zijn van de kwaliteit van een derde, niet-gerelateerde uitkomst C. Een beroemde grap van Sidney Morgenbesser illustreert dit principe: 
Een man twijfelt of hij appeltaart, bosbessentaart of kersentaart zal bestellen, voordat hij uiteindelijk voor appeltaart kiest. De serveerster vertelt hem dat de kersentaart erg lekker is en dat deze zelfs favoriet is bij de meeste klanten. De man antwoordt: "Dan neem ik de bosbessentaart."
Politici en socialekeuzetheoretici beweren al lang dat het spoilereffect oneerlijke resultaten oplevert. De wiskundige en politiek econoom Nicolas de Condorcet was de eerste die het spoilereffect bestudeerde, in de jaren 1780.

## Spoilereffect binnen kiesdistricten
In kiesstelsels met een meerderheidsstelsel zonder meerdere rondes, zoals in het Verenigd Koninkrijk of de Verenigde Staten, wint de kandidaat met de meeste stemmen het betreffende enkelvoudige kiesdistrict. In landen met evenredige vertegenwoordiging worden er meerdere winnaars gekozen. In beide gevallen geldt dat wanneer meerdere kandidaten met vergelijkbare ideologieën zich verkiesbaar stellen, zij elkaars stemmen kunnen verdelen. Hierdoor wordt de kans groter dat een ideologisch tegengestelde kandidaat er met de winst vandoor gaat.

### Voorbeeld
Stel in een kiesdistrict beconcurreren twee progressieve kandidaten van verschillende partijen één conservatieve kandidaat. De progressieve kandidaten krijgen respectievelijk 30% en 25% van de stemmen, terwijl de conservatieve kandidaat 45% behaalt. Ondanks dat progressieve kiezers samen een meerderheid vormen (55%), wint de conservatieve kandidaat omdat de progressieve stemmen verdeeld zijn. Een voorbeeld hiervan was Ralph Nader die namens de Groene Partij uitkwam bij de Amerikaanse presidentsverkiezingen in 2000. In Florida behaalde de Republikein George W. Bush 537 meer stemmen dan de Democraat Al Gore. Dit was in grote mate toe te schrijven aan de deelname van Ralph Nader die 97.421 stemmen behaalde. Er is daarom grote consensus over dat Ralph Nader een spoiler was voor Al Gore.

### Gebruikte oplossingen
Om het aantal spoilerkandidaten te verlagen, is het in de Verenigde Staten gebruikelijk om voorrondes (primary elections) te houden. Daarnaast wordt er in sommige landen zoals Frankrijk gebruik gemaakt van meerdere stemrondes. Wanneer er gebruik gemaakt wordt van gerangschikt stemmen simuleert één stembiljet meerdere stemrondes. In plaats van te stemmen op één kandidaat, rangschikken kiezers alle kandidaten op volgorde van voorkeur. Dit is bijvoorbeeld het geval in Australië (directe herstemming) en Ierland (enkelvoudige overdraagbare stem). Als geen enkele kandidaat het benodigde aantal stemmen behaalt, worden de stemmen van de minst populaire kandidaat herverdeeld op basis van de tweede keuze van hun kiezers. Dit proces herhaalt zich totdat de winnaar(s) bekend is/zijn. Dit vermindert het aantal verspilde stemmen dat naar kandidaten gaat die weinig kans maken.

### Alaska 2022
Bij de allereerste verkiezing met ranked choice voting in 2022 in Alaska namen twee Republikeinen het op tegen één Democraat. De Republikein Nick Begich werd in de eerste ronde uitgeschakeld, waarna Sarah Palin het namens de Republikeinen opnam tegen Democraat Mary Peltola. De betreffende zetel ging uiteindelijk naar Mary Peltola.
Uit de vergelijking tussen de tweetallen blijkt echter dat Begich de Condorcet-winnaar was, terwijl Palin zowel de Condorcet-verliezer als de spoiler voor Nick Begich was.
|             | Ronde 1      | Ronde 2      |
| ----------- | ------------ | ------------ |
| Begich (R)  | 53.810 (29%) | -            |
| Palin (R)   | 58.973 (31%) | 86.026 (49%) |
| Peltola (D) | 75.799 (40%) | 91.266 (51%) |

| Winnaar     |     | Verliezer   | Winnaar | Verliezer |
| ----------- | --- | ----------- | ------- | --------- |
| Begich (R)  | vs. | Peltola (D) | 52,6%   | vs. 47,4% |
| Begich (R)  | vs. | Palin (R)   | 61,4%   | vs. 38,6% |
| Peltola (D) | vs. | Palin (R)   | 51,5%   | vs. 48,5% |

Na de verkiezingen bleek uit een peiling dat 54% van de inwoners van Alaska, waaronder een derde van de kiezers van Peltola, voorstander was van de intrekking van ranked choice voting. Waarnemers merkten op dat dergelijke 'pathologieën' ook onder het vorige kiessysteem van Alaska (een regulier meerderheidsstelsel) zouden zijn voorgekomen, wat er juist toe leidde dat Alaska op zoek was gegaan naar een andere kiesmethode

## Spoilereffect bij coalitievorming
Ook in stelsels met evenredige vertegenwoordiging kan het spoilereffect optreden. Hier gaat het om de verdeling van zetels tussen ideologisch verwante partijen of fracties. Als partijen die op elkaar lijken elkaars stemmen verdelen, kan een ideologische tegenstander profiteren, zelfs als de verwante partijen samen meer stemmen of zetels behalen.

### Voorbeeld
In het Europees Parlement beconcurreren de centrumlinkse fracties van De Groenen/Vrije Europese Alliantie en de Progressieve Alliantie van Socialisten en Democraten (S&D) elkaar om zetels. Deze partijen staan ideologisch dicht bij elkaar en wonnen bij de verkiezingen voor het Europees Parlement van 2024 gezamenlijk meer zetels dan de centrumrechtse Europese Volkspartij (EVP): 189 tegenover 188. Door het ontbreken van structurele samenwerking wisten zij hier echter niet van te profiteren waardoor de EVP uitgeroepen werd tot grootste fractie. Dit geeft de EVP voordelen bij de verdeling van invloedrijke posities, zoals het voorzitterschap van het parlement.

### Gebruikte oplossingen
Partijen kunnen door samenwerking voorkomen dat verdeeldheid ten koste gaat van hun gezamenlijke electorale succes. Het aangaan van electorale allianties (zoals Keerpunt 1972 met de PvdA, D66 en PPR), combineren van lijsten (zoals GroenLinks-PvdA in 2023) of partijfusie (zoals het CDA dat in 1980 ontstond vanuit de KVP, ARP en CHU) zijn bekende oplossingen om verdeeldheid tegen te gaan. In sommige proportionele stelsels, zoals Denemarken, Zweden en Noorwegen, spreken partijen zich bij aanvang van de formatie uit welke premierskandidaat ze steunen. Dit leidt tot blokpolitiek en zorgt er voor dat zetels binnen de blokken worden opgeteld bij het bepalen van de winnaar. Hierdoor verliezen ideologisch verwante partijen niet van hun tegenstanders.

## Per kiesstelsel
Verschillende kiesstelsels zijn in verschillende mate kwetsbaar voor het spoilereffect. Over het algemeen komen spoilers vaak voor bij meerderheidsstelsels, enigszins vaak bij directe herstemmingen en zelden bij Condorcet-methodes. Er is een wisselende mate van kwetsbaarheid voor spoilers bij de methoden van evenredige vertegenwoordiging zoals de enkelvoudige overdraagbare stem.
Bij de meest evenredige methode voor zetelverdeling in partijlijstenstelsels, de grootste-overschottenmethode, kan de 'nieuwe-partijparadox' optreden. Een nieuwe partij die aan de verkiezingen deelneemt, kan er voor zorgen dat sommige zetels van de ene niet-gerelateerde partij naar de andere verschuiven, zelfs als de nieuwe partij geen enkele zetel wint. Dit soort spoilereffecten wordt vermeden door de grootste-gemiddeldenmethoden zoals de Sainte-Laguë-methode.